# Oberdolling
Oberdolling er en kommune i Landkreis Eichstätt i Regierungsbezirk Oberbayern i den tyske delstat Bayern. Den er en del af Verwaltungsgemeinschaft Pförring.

## Geografi
Oberdolling ligger i Region Ingolstadt.

### Nabokommuner
Kösching, Hepberg, Lenting, Großmehring, Ingolstadt

### Inddeling
Der er følgende landsbyer og bebyggelser: Oberdolling, Unterdolling, Hagenstetten, Harlanden, Weißendorf und St. Lorenzi.
- Wikimedia Commons har flere filer relateret til Oberdolling